# アルベール・ド・リーニュ

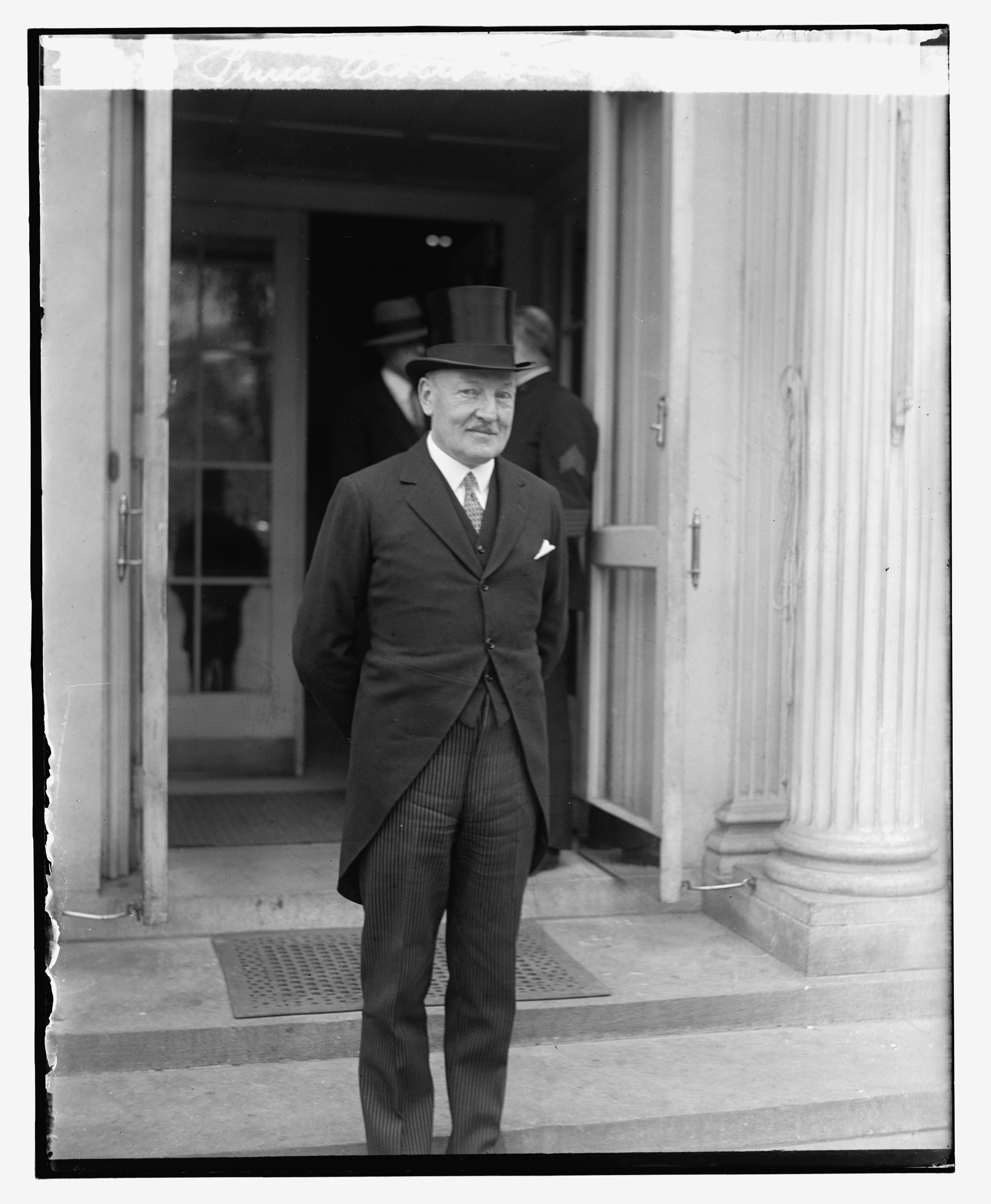
ホワイトハウスを訪れた際のアルベール・ド・リーニュ、1929年

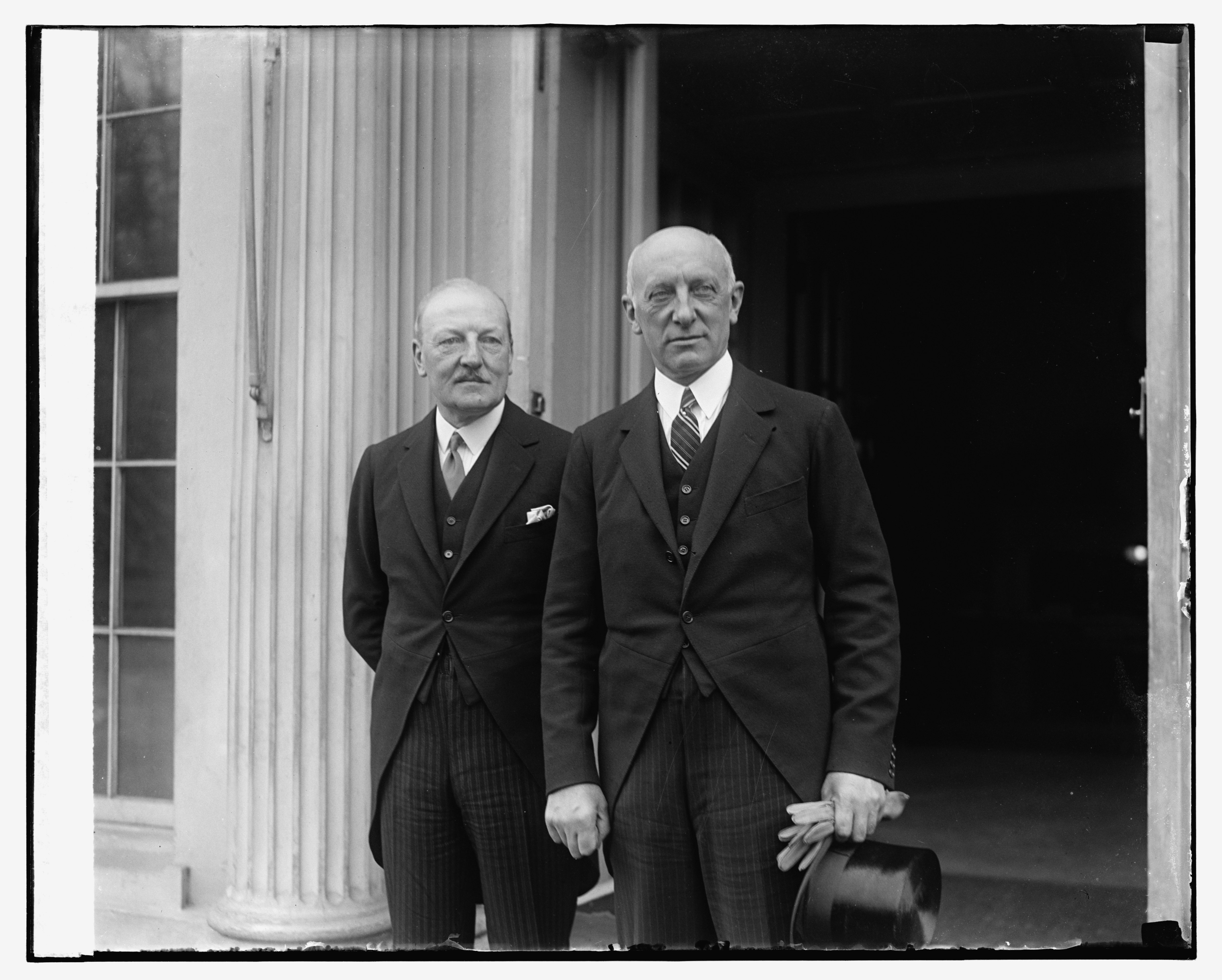
アルベール・ド・リーニュ（左）と駐日ベルギー大使アルベール・ド・バッソンピエール、1929年

アルベール・エドゥアール・ウジェーヌ・ラモラル・ド・リーニュ（Albert Edouard Eugène Lamoral de Ligne, 1874年12月12日 ブリュッセル - 1957年7月4日 ブリュッセル）は、ベルギーの貴族・外交官。リーニュ公子。

## 経歴
リーニュ公ウジェーヌ1世の四男エドゥアール（1839年 - 1911年）と、その2番目の妻でテキサス州ニューブローンフェルズの開拓指導者だったゾルムス＝ブラウンフェルス侯子カールの娘であるオイラリー（1851年 - 1922年）の間の第1子・長男。
カルティエ・ド・マルシェンヌ男爵の後任として駐米ベルギー大使となり、1927年10月26日、米国大統領への信任状捧呈式を行った。1931年に大使職を退いた。
1906年、実業家ガストン・サン＝ポール・ド・サンセイの娘マリー・ルイーズ（1885年 - 1968年）と結婚し、1男3女を得た。
- エリザベート・マリー・ユーラリー・アドリエンヌ・エレーヌ（1908年 - 1998年） - 1932年ギヨーム・ド・リンブール＝スティルム伯爵と結婚[5]
- マリー＝アントワネット・アンリエット・アンヌ（1910年 - 2001年）
- アルベール＝エドゥアール・フィリップ・マリー・ラモラル（1912年 - 1963年） - 1949年レオンティーヌ・ド・ランベルティ＝ジェルべヴィエと結婚
- エレーヌ・アンリエット・アンヌ・マリー（1917年 - 2004年） - 1948年ピーター・ウィットウェルと結婚